# Ренькас Броніслава Мирославівна
Ренькас Броніслава Мирославівна (нар. 2 вересня 1962, с. Карвинівка Романівського району Житомирської області) — український науковець, кандидат педагогічних наук з 2011 року.

## Життєпис
З 2003 по 2008 роки — директор ліцею ПВНЗ «Інститут підприємництва і сучасних технологій» (м.Житомир). 2008—2010 рр. — завідувач аспірантурою та докторантурою Житомирського державного університету імені Івана Франка. Із 2010 р. — директор бібліотеки цього ж університету, з 2012 — старший викладач кафедри педагогіки, психології та управління навчальними закладами. Фахівець в галузі управління освітою.